# Svingelbjerg Sogn
Svingelbjerg Sogn er et sogn i Vesthimmerlands Provsti (Viborg Stift). Det er udskilt fra Vesterbølle Sogn, der hørte til Rinds Herred i Viborg Amt.
Efter opførelsen af Svingelbjerg Kirke i 1907 blev Svingelbjerg i 1908 et kirkedistrikt i Vesterbølle Sogn og i 1976 et selvstændigt sogn. Vesterbølle sognekommune var ved kommunalreformen i 1970 indgået i Ålestrup Kommune, hvis hovedpart inkl. Vesterbølle blev indlemmet i Vesthimmerlands Kommune ved strukturreformen i 2007.
I sognet findes følgende autoriserede stednavne:
- Bonderup (bebyggelse)
- Svingelbjerg (bebyggelse, ejerlav)
- Svingelbjerg Mark (bebyggelse)